# Um milhão, quinhentos e setenta mil
Um milhão, quinhentos e setenta mil é o segundo maior número encontrado na Bíblia.
Este número aparece como o total de homens de Israel e Judá que podiam usar a espada, e é dado por suas parcelas: um milhão e cem mil homens de Israel, e quatrocentos e setenta mil homens de Judá. Joabe, que havia sido encarregado de fazer este censo, não contou os homens da tribo de Levi nem da de Benjamim. Os números em II Samuel são menores: oitocentos mil para Israel e quinhentos mil para Judá.
De acordo com Carl Friedrich Keil e Franz Delitzch, que escreveram seus comentários sobre a Bíblia em 1857-78, este número é compatível com uma população total de cinco a seis milhões de pessoas, que seria consistente com a área e fertilidade da Palestina.